# 木乃伊3
《神鬼傳奇3》（英語：The Mummy: Tomb of the Dragon Emperor），是2008年上映的一部美国奇幻冒險电影，為《神鬼傳奇》系列電影的第三部作品。香港、南韓等地於2008年7月31日首播，北美洲、及部分歐洲、南美洲等地在2008年8月1日首映，在中國大陸由於電影首次送廣電總局時未能順利通過，需要進行刪剪以符合中國大陸電影尺度限制，故要到9月2日才能在中國大陸上映。
上映後獲得普遍負面的評價，在知名影視評論網站爛番茄僅獲得9%新鮮度，為《神鬼傳奇》系列電影正傳作品裡在該站獲得最低分的紀錄，從編劇、角色刻劃、節奏、和首作基調的背離皆受到批評，盡管楊紫瓊、李連杰的演出獲得了肯定。

## 劇情
電影開始時由旁白介紹二千多年前的中國，當時正值戰國末期，分裂成好幾個國家，天下大亂，唯有一位極具野心的霸主「龍皇帝」（李連杰飾），他的軍隊所向披靡，別的國家派刺客（吳京飾）去殺他，反而被他殺死，他又從方士處學懂修煉五行（金、木、水、火、土）之術。不久他便統一天下，成為皇帝，他奴役俘虜修築長城，將所有死傷工人埋在長城下，並施法令他們變成守城靈魂。皇帝擊敗了當時所有敵人，剩下來要面對的是所有人都要面對的問題——死亡。為了長生不老，他派出心腹郭明將軍（王盛德飾）尋得女巫紫媛（楊紫瓊飾），皇帝對紫媛一見鍾情，便命令其他人不得碰她。紫媛稱她知道可以在那兒找到答案，於是皇帝命郭明將軍隨她到西域吐蕃的藏經閣，在該處得到記載古代玄秘的甲骨，利用它可使皇帝長生不老，二人在一起搜索期間也墜入愛河。紫媛回來後向皇帝請求與郭明一起共渡餘生，在皇帝答允後以梵文唸誦甲骨上的咒語，協助皇帝修煉，皇帝聽不懂梵文，但每次修煉後都感到一股真氣運行於經脈之間。但皇帝得知二人私會後食言，對郭明將軍施以五馬分屍，並欲殺死紫媛，紫媛在負傷中詛咒皇帝及其軍隊，將他們封印成兵馬俑，然後傷心地離開。
在1946年的英國牛津郡，瑞克（布蘭登·費雪飾）和他的太太艾芙琳（瑪麗亞·貝蘿飾）在經歷過多次冒險後已打算退休，過著寧靜的日子。瑞克釣魚度日，艾芙琳以「史嘉麗」之名把之前的冒險經歷寫成小說出版，但卻在在讀書會上否認小說裡的史嘉麗就是她自己，他們的兒子艾力克斯（路克·福特飾）則已經上了大學。
後來艾力克斯逃學，到了中國寧夏省，跟隨威爾森教授（大衛·卡爾德飾）去發掘龍皇帝的陵墓。憑著班布里奇的日記，他們輕易地找到陵墓的入口。他們聘請了一批中國工人協助發掘，艾力克斯也懂得以普通話與他們溝通。當他們鑿開了入口後，艾力克斯與威爾森帶同三位工人一起入墓探險，他們躲開了一個用來阻擋盜墓者的陷阱後，發現原來班布里奇已經在七十年前死於墓中。然後他們不小心踩在一個陷阱上，觸動了機關，在一片混亂中，其中一名工人超華（艾伯特·關飾）和另兩位工人也中了機關而死。他們繼續前進，發現一大批兵馬俑，艾力克斯很在意墓中所有兵馬俑都朝著同一個地方，但那兒卻只有一個地台，不見皇帝的棺槨，正感到失望之際，又留意到台上有個淺坑，上面放置指南針，原來是個羅庚，於是把水倒進羅庚浮起指南針，並和威爾森合力將地台扭到跟指南針的方向一致，機關打開，艾力克斯掉了下去，發現了一輛銅馬車，車上的棺木極有可能載著皇帝的屍首。一名黑衣人小林（梁洛施飾）突然出現，以一柄古老的匕首襲擊艾力克斯，一番搏鬥之後，艾力克斯在威爾森的槍擊掩護下將小林擊退。艾力克斯沒有受傷，並將整輛馬車運到上海。
同一時間，由於二戰後英國政府希望向中國表示善意，欲把昔日從中國搶回來的「香格里拉神眼」歸還中國，於是派代表與瑞克及艾芙琳商討，希望委託他們能代為運送香格里拉神眼到上海博物館，經過一番斡旋，他倆終於接受這份「最後的任務」，並打算順道探望在上海經營夜總會的強納森（約翰·漢那飾）。
在1947年的農曆新年，歐康納一家三口不約而同地抵達強納森打理的仙樂都夜總會。在那裡，艾力克斯遇上了麻煩，因為麥奎爾（連恩·康寧漢飾）發現妻子給艾力克斯勾引，幸好艾力克斯父母及時出現，瑞克發現麥奎爾是自己的昔日戰友而出面斡旋，才將事情擺平。隨後艾力克斯邀請父母參觀他運來的銅馬車和皇帝棺材。另一方面，在華西的一個軍閥據點，楊將軍（黃秋生飾）從他的部下得悉香格里拉神眼已經運到中國，於是在練兵時說他要發動聖戰，回復昔日的光輝。
來到上海博物館，艾力克斯帶同父母到存放馬車的倉中，瑞克吩咐艾力克斯去喚威爾森教授來，夫婦二人在馬車旁邊等候時，威爾森教授自己到來，瑞克便交出香格里拉神眼，代表英國政府將神眼歸還給上海博物館。突然楊將軍與屬下闖入，與威爾森一起制服瑞克夫婦，原來威爾森是楊將軍的人，之前發掘皇陵也是楊將軍資助的，楊將軍脅迫瑞克夫婦協助喚醒皇帝。艾力克斯在找尋威爾森教授時，再次遇上神秘女子小林，這一次小林表明自己的身分，並告訴他，楊將軍等人正要脅著艾力克斯父母，他們一起去阻止楊將軍。經過一番擾攘，楊將軍解開了香格里拉神眼，並將裡面的永生泉水濺到皇帝身上，皇帝和馬車的四隻馬便立即活起來，楊將軍立即向皇帝表明效忠，於是皇帝准許楊將軍上馬車一起離去，威爾森教授也想跟進，卻因語言不通被皇帝所殺，其餘人追趕馬車以阻止皇帝，途中強納森也加入，眾人經過一輪追逐始終不敵皇帝，焦頭爛額地回到強納森的夜總會。
在夜總會裡，小林向歐康納一家解釋皇帝會到喜馬拉雅山山峽的金塔去，用香格里拉神眼找出通往香格里拉之路，又說她的匕首是下了咒的，是唯一可以殺死皇帝的武器。眾人找來麥奎爾，乘坐他的飛機，以趕在皇帝之前登上喜馬拉雅山。麥奎爾因為貪方便，選擇在山腰降落並險象環生，幸好麥奎爾技術卓越，他們才得以安全降落。他們在金塔所在的廟宇準備好了軍火和炸藥，準備在皇帝等人來到時一舉殲滅他們。由於皇帝不信任楊將軍，加上他暫時元氣尚未恢復，不能調動他那批沉睡中的軍隊，所以要楊將軍帶同他的部下去攻打廟宇，以此證明楊將軍的能力和忠誠。於是楊將軍率領部下，配備火箭炮攻山並取得上風，此時小林召喚深山大雪人葉堤，成功扭轉劣勢，於是皇帝親身陣擊退葉堤，將神眼放到塔上，指出香格里拉所在。瑞克為保護艾力克斯，而遭皇帝的飛劍所傷，最後艾力克斯成功引爆炸藥，引發雪崩拖延時間，並比皇帝搶先趕到香格里拉。
在香格里拉，紫媛用永生泉水給瑞克療傷，並向他們表露身分，原來小林就是的她和郭明所生的女兒，當年紫媛身負重傷，詛咒完皇帝及他的軍隊後，在葉堤幫助下離開，到達香格里拉，利用那兒的長生池成為不死之身，母女倆二千多年來一起守護著皇帝陵墓的秘密。不久皇帝到達打敗母女倆並搶走匕首，之後浸在長生池中恢復了原貌，更擁有了化身成為任何怪獸的能力，於是他就變為三頭魔龍，挾持小林飛往自己的陵墓。
皇帝回到陵墓召喚出兵馬俑大軍，大軍步出陵墓列好陣形，皇帝訓示大軍跨過長城得到不死之身，再跟隨皇帝征服全世界。紫媛欲阻止他們，於是拿出甲骨唸咒，以她母女倆的不死之身為代價，把當年被皇帝埋在長城下的白骨喚醒，這些復活的士兵由一起復活的郭明將軍帶領，與皇帝的兵馬俑決戰，皇帝命軍隊使出「萬箭陣」然後向敵軍衝鋒。大戰期間，紫媛與皇帝對決，但因為沒有了不死之身而不敵，只得冒死搶奪皇帝腰間下了咒的匕首，結果被皇帝重傷。艾力克斯和小林見狀衝上去看護紫媛，紫媛將下了咒的匕首交給小林，吩咐以匕首刺皇帝的心臟。瑞克和艾力克斯父子帶著匕首一起攔截皇帝，同時艾芙琳和小林合力奮戰殺死楊將軍；皇帝變成不同形態把父子二人打得落花流水，又把匕首打斷成兩截，正當瑞克一籌莫展，艾力克斯在地上的半截匕首旁邊留下一個除號（÷），提示父親用「分而擊之」，瑞克會意後，一邊跟皇帝搏鬥，一邊伺機將半截匕首從皇帝的胸口刺進心臟，同時艾力克斯從皇帝身後撲出，將另外半截匕首從皇帝背部刺進心臟，匕首在皇帝心臟內竟融合為一體，瑞克將匕首拔出後，皇帝在一團火焰中死去、消失，陶俑軍隊崩坍並被吸進陵墓中，郭明將軍和他的部隊完成任務後也一併消失。
麥奎爾成了仙樂都夜總會的新主人；小林變回凡人，與艾力克斯一起翩翩起舞；瑞克和艾芙琳也一起跳舞，妻子說自己有了很多寫新小說的靈感；強納森拿著行李和香格里拉神眼，匆匆地坐的士離開，他說要去秘魯這個沒有木乃伊出沒的地方去，可是片末卻說有人在秘魯發現了木乃伊。

## 演員
| 演員                        | 角色                                              |
| 布蘭登·費雪 Brendan Fraser  | 理查·瑞克·歐康納 Richard "Rick" O'Connell         |
| 瑪莉亞·貝蘿 Maria Bello     | 艾芙琳·卡納漢·歐康納 Evelyn Carnahan O'Connell    |
| 約翰·漢納 John Hannah       | 強納森·卡納漢 Jonathan Carnahan                   |
| 路克·福特 Luke Ford         | 亞歷山大‧魯伯特‧歐康納 Alexander Rupert O'Connell |
| 連恩·康寧漢 Liam Cunningham | 瘋狗麥奎爾 Mad Dog Maguire                        |
| 大衛·卡爾德 David Calder    | 羅傑‧威爾森教授 Prof. Roger Wilson                |
| 艾伯特·關 Albert Kwan       | 超華 Chu Wah                                      |
| 李連杰                      | 龍皇帝（影射秦始皇） Emperor Han                  |
| 楊紫瓊                      | 紫媛 Zi Yuan                                      |
| 黃秋生                      | 楊將軍 General Yang                               |
| 王盛德                      | 郭明 Ming Guo                                     |
| 梁洛施                      | 小林 Lin                                          |
| 吳京                        | 刺客（影射荊軻） Assassin                         |
| 孟廣美                      | 女軍官 Choi                                       |
| 梁天                        | 龍皇帝之近身宦官（影射趙高）                      |

## 製作
2001年11月，执导了《盜墓迷城》系列前两部的的导演史提芬桑馬斯说他考慮拍摄第三部，但同时表示暂时没有足够的实力把电影做的更好。 2004年5月，由于第二部电影的票房不佳，他怀疑是否值得拍摄第三部。2005年12月，艾爾弗告夫和米斯美拉起草了第一份剧本，决定讲述一个关于中国的木乃伊——“兵马俑”的故事，龍皇帝率领他的被诅咒的军队在1940年向全世界发动进攻。

### 選角
2006年3月，演員歐迪·費爾透露《神鬼傳奇》導演史蒂芬·桑莫曾說第三部電影正在策劃和編寫劇情，且只有布蘭登·費雪和瑞秋·懷茲回到續集中演出。 9月，导演将电影的拍摄交给了环球影片公司，计划于2007年初开始拍摄。 月末，演员瑞秋·懷茲表示愿意继续出演她在前作中的角色。2007年1月，環球影業宣稱《神鬼傳奇》系列前兩集的導演史蒂芬·桑莫，將不會再接手執導第三集，隨後說明環球有意去與羅伯·柯漢導演進一步洽談，取代桑莫來拍攝第三部《神鬼傳奇》。 月末，公開故事將會以布蘭登·費雪和瑞秋·懷茲與他們長大的兒子為主軸，同時與各演員洽談相關續拍計畫。 2月開始進行歐康納兒子亞力克的角色徵選，另外飾演強納森的約翰·漢納確定回來出演續集。導演羅伯·柯漢宣佈李連杰和楊紫瓊將在電影中演出。 4月，演员布蘭登·費雪决定重新加入剧组，而瑞秋·懷茲则不再演出。 电影将在蒙特利尔和中国河北，横店等地拍摄。
5月瑞秋·懷茲女主角艾芙琳角色確定由瑪麗亞·貝蘿出演，貝蘿在訪問中提到新的「艾芙琳」將不同以往的「艾芙琳」，「她們有著同樣名字，不同的角色特色。」 在上海記者會時，貝蘿告訴觀眾羅伯·柯漢創造一個新的「艾芙琳」，前兩集的艾芙琳動作與迷人特質兼具，但這次的艾芙琳再加上更為有力武術技巧和射擊技能。

### 特效
《神鬼傳奇3》的視覺特效畫面，交由座落在洛杉磯的兩間專業電影特效工作室來製作。Rhythm & Hues特效工作室負責雪人和三頭魔龍部分，Digital Domain是處理龍皇帝的兵馬俑大軍戰鬥場景，用於特效金獎得主《魔戒》的人工智能電腦特效軟體 Massive，也被用來創造電影中的活死人骷髏士兵場面。

## 瑕疵细节
兵馬俑是1974年發現出土的，電影中1947年上海博物館已經在展覽兵馬俑了。
李連杰所飾演的角色「龍皇帝」（龍皇帝）是參考了秦始皇所設計出來的人物。儘管如此，歷史上的秦始皇是一位粗腰的男人，絕少親身上陣，動手打人。
紫媛在片首對著甲骨唸咒輔助皇帝修煉時是用梵文，但在片末召喚埋在長城下的冤魂時，儘管對著同一份甲骨，但是她卻用英文唸咒，使電影出現前後不一致的問題。
真正的兵馬俑表面是有一層彩繪的，而且顏色十分鮮艷，而非如電影中的土黃色。現在剩下來的兵馬俑都是陶土色，是因為當年它們出土時，受到氧化影響，導致彩瓷在數分鐘內即剝落消失。
電影提及的“上海博物館”应为现在的“上海博物館”的前身之一——皇家亚洲文会上海博物馆。现在的上海博物館1950年籌建，吸收了原亚洲文会上海博物馆的部分收藏。
當第一名中國工人（超華）在墓裏誤碰機關並死亡的時候，一個很像地動儀的東西紀錄了他們的位置並觸動機弩放箭，但地動儀是在秦之後的漢才發明出來的。
現代漢語（普通話）基本上無法與上古漢語（秦漢語言）正常交流，將軍與皇帝的對話應無法成立，故劇本令所有中國人皆講普通話，以達成溝通。這其實是所有穿越劇的通病。
1947年春节期间，出现了一辆黑色的1946年式道奇Custom轿车，但装备有1970年代晚期样式的轮毂盖。1950年的劳斯莱斯轿车也出现在了1947年的上海。

## 迴響

### 票房
該電影在國際票房取得很大成功，公映後首個週末，在28個上映地區之中，該電影是其中26個地區的週末票房冠軍，而在這三日之間，總共賺取 US$59,500,000，大幅超越了1999年《盜墓迷城》（US$16,700,000）及2001年《盜墓迷城2》（US$21,500,000）在同樣地區的開畫票房，更在四個地區創下當地票房紀錄：南韓（US$13,300,000）、俄羅斯（US$12,700,000）、西班牙（US$6,700,000）和泰國。

### 評論
縱使票房表現理想，但是普遍來說，各方給予該電影負面的評價居多。截至2008年8月8日，在爛番茄網站上，根據126份影評，只是取得 9% 的評分，被評級為腐爛；Metacritic網站上，根據33份影評，在100分之中只得31分。
《時代雜誌》稱許電影中兩位華人武打明星——李連杰和楊紫瓊——再次合作演出，兩者今年皆已達45歲之年，但仍不失舊日的靈敏度同銀幕上的光采，更說該電影重燃昔日香港電影的光榮；整體來說，該電影好壞參半：一方面如果只計算所有華人演員的戲份，那麼就是一齣優良的冒險大電影，另一方面如果只計算所有歐康納和其他西方演員的戲份，卻是一齣疲弱無力的電影。
《華爾街日報》對該電影的評價更差，該報影評指出只有描述二千多年前的古代中國的序幕令人滿意，電影中到了1946年之後那部分的橋段古舊，就像「回收鋁罐一樣不斷循環」，例如一個比圖坦卡門更偉大的考古發現、一顆傳奇的鑽石、可怕的雪人、一段前往香格里拉的艱辛旅程、對付邪惡的皇帝以及皇帝在每當劇本沒戲時就化身成為怪獸。

## 发行
环球影片公司计划趁奥运之际推销《木乃伊3》，电影的其中一部宣传片就是巧妙结合了片花与体育运动。片商定于8月1日全球同步上映，然而该片在大陆送广电总局审查时无法通过，“为了在没有分级制度的前提下，令影片也能让孩子们观看”要求进行删减，导致电影在大陆地区的同步上映取消。中国大陸片商对电影进行了3分钟的修改后，定于9月2日上映。

## 取消續集與重啟
演員瑪麗亞·貝蘿在訪談中表示，《神鬼傳奇》將很有可能拍攝第四集，且她也已經同意接拍續集，繼續扮演女主角艾芙琳的角色。 飾演歐康納兒子的路克·福特也同意拍攝多三部此系列的電影。不過在2012年，環球影業宣佈已經取消該續集電影，取而代之正在計劃一套重啟。環球影業已經聘用乔·斯派茨編寫劇本，並表示會比前集黑暗。桑·丹尼爾回歸作監製。羅柏托·奧契和亚里克斯·库兹曼與環球影業簽署了兩年協議之後，將會以K/O Paper Products的名義製作。電影計劃在2016年6月24日發行，由亚里克斯·库兹曼執導。暫未公佈演員陣容。重啟版的《神鬼傳奇》於2017年6月9日上映。